# Corteza cerebral

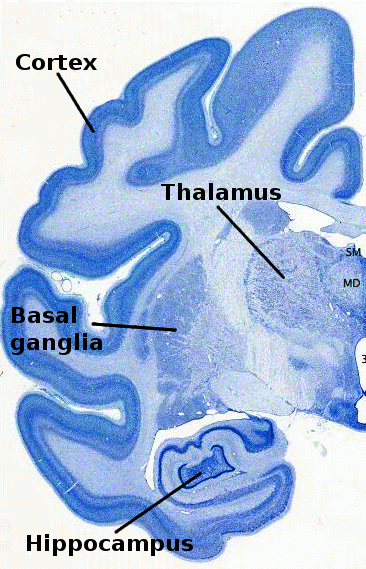
Corteza (córtex) del cerebro teñida en azul oscuro

La corteza cerebral (o córtex cerebral) es la sustancia gris que cubre la superficie de los hemisferios cerebrales. A la corteza se la reconocen tres componentes principales: la arquicorteza (o arquicórtex), la paleocorteza (o paleocórtex) y la neocorteza (o neocórtex). La corteza cerebral se presenta como una delgada lámina de materia gris, de pocos milímetros de espesor, que cubre ambos hemisferios cerebrales. Es en la corteza cerebral donde ocurren la percepción, la imaginación, el pensamiento, el juicio y la toma de decisiones.

## Anatomía
La corteza alcanza su máximo desarrollo en los primates y cetáceos.
En los seres humanos, la corteza cerebral está muy evolucionada; representa casi el 80 % del peso de su encéfalo y contiene el 20 % del número total de neuronas.
El espesor cortical es variable entre 1,5-4 mm (dependiendo del lóbulo cerebral y de la circunvolución cortical) y se le describen entre 2 y 6 capas horizontales superpuestas.
Esta delgada lámina está fuertemente plegada y empaquetada en el humano, si se extendiese aplanándola, ocuparía una superficie calculada de 1900-2300 cm² (0.23 m²).
La corteza cerebral humana incluye un número de neuronas estimado entre 14 000 000 000 (catorce mil millones; 14 × 109) y 18 000 000 000 (dieciocho mil millones; 18 × 109) y, además, 60 000 000 000 (sesenta mil millones; 60 × 109) de células que no son neuronas.
Se ha calculado que la corteza cerebral humana alberga 1,4-2,4 billones (2,4 × 1012) de sinapsis.
Tal acúmulo de somas neuronales y fibras amielínicas en la corteza, macroscópicamente (a simple vista), se observa como una sustancia gris, de allí su nombre.
Filogenéticamente, la corteza es de aparición reciente si se compara con las otras áreas del sistema nervioso central. Aun dentro de la corteza cerebral se pueden distinguir áreas más modernas y con capacidad de procesar la información; son soporte principal del registro de lo simbólico, y pertenecen a la neocorteza.
Desde el punto de vista de su estructura interna se distinguen tres tipos básicos de corteza: neocorteza, paleocorteza y arquicorteza.

### Neocorteza
La neocorteza representa la inmensa mayoría de la corteza cerebral de los primates (~90% en el humano), es la encargada de los procesos de raciocinio es decir, la parte consciente del cerebro.
Pertenecen a la neocorteza:
- El lóbulo temporal que contiene neuronas de la corteza auditiva primaria.
- El lóbulo frontal que aloja la corteza motora primaria y la corteza prefrontal.
- El lóbulo parietal que contiene a la corteza somatosensorial primaria.
- El lóbulo occipital que aloja la corteza visual primaria.[5][6]

### Paleocorteza
La paleocorteza se origina en la corteza olfativa.

### Arquicorteza
La arquicorteza está constituida por la formación del hipocampo, parte del sistema límbico; esta es la parte «animal» o instintiva.

## Primeras investigaciones
El médico Theodor Meynert a partir de 1867 reconoció la diferencia estructural de distintas áreas, distinguiendo entre la sustancia gris, colonizada por los cuerpos celulares y la sustancia blanca, ocupada por los procesos axonales recubiertos de su vaina de mielina que confiere a esta estructura su color blanco característico.

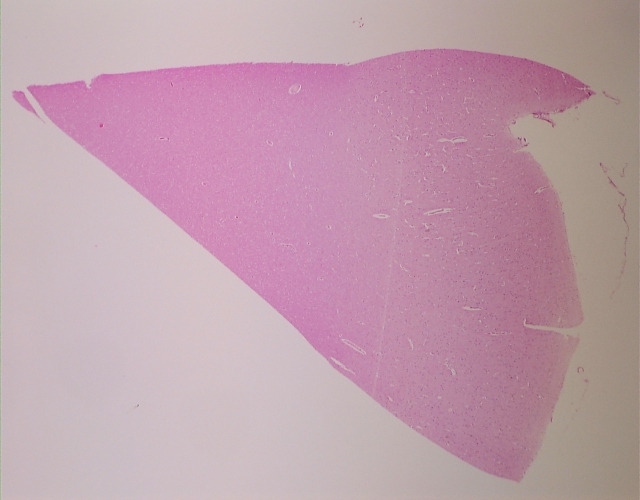
Muestra de tejido de corteza cerebral (10,5 mm, aproximadamente).

En 1909, Korbinian Brodmann descubrió que la corteza cerebral humana está estructurada siguiendo los mismos principios generales que en los demás mamíferos. Publicó «Estudios comparativos de localización en la corteza cerebral, sus Fundamentos representados en la base de su arquitectura celular», que trata sobre la localización de distintas áreas, de acuerdo a la citoarquitectura de la corteza cerebral. Estableció la división de la corteza en 51 áreas y estudió su localización comparativa en diferentes mamíferos. Permite realizar la localización topográfica por excelencia, cuando nos referimos a un área de Brodmann cortical en cualquier especie animal.

## Capas
Se ha descrito la estructura laminar o de capas, en la corteza de diferentes especies.
Cada una de las capas de la corteza posee una distribución característica de diferentes neuronas y de sus conexiones, de tal modo que podemos clasificarlas. Por ejemplo, la morfología neuronal predominante, las estructuras sobre las que se proyectan o bien las proyecciones subcorticales que reciben.
La clasificación más conocida de las capas de la corteza cerebral es la de Brodmann original de 1909.
Por ejemplo: la capa IV (cuatro) es importante por recibir información proveniente del tálamo y estar colonizada por neuronas de pequeño tamaño (capa granular). Las capas superiores (capas supragranulares) poseen células de pequeño y mediano tamaño cuya principal función es conectar distintas áreas corticales homo y contralaterales. Las capas inferiores o infragranulares poseen neuronas de tamaño mediano y grande que proyectan principalmente a estructuras subcorticales. Así, mientras la capa VI (seis) va a proyectar básicamente al tálamo, la capa V (cinco) va a dar lugar a proyecciones a estructuras colocadas en el cerebro medio, posterior y médula espinal.

## Composición
La corteza cerebral está colonizada por multitud de poblaciones neuronales distintas; sin embargo, estas poblaciones se pueden reunir en dos grandes grupos, interneuronas o células de proyección intracortical y células piramidales (dada la morfología de su cuerpo celular) que tienen proyección a larga distancia.
Esta diversidad celular le sirvió a Brodmann para subdividir la corteza en seis capas horizontales que se numeran desde la superficie en íntimo contacto con la piamadre, hasta la sustancia blanca (sector profundo de la corteza por donde transcurren los axones que entran y salen de ella).

## Conexiones
En el cerebro humano, la activación neuronal está determinada por las conexiones estructurales subyacentes. Estas conexiones forman una densa red de carreteras de fibras nerviosas que vinculan todas las regiones de la corteza cerebral.

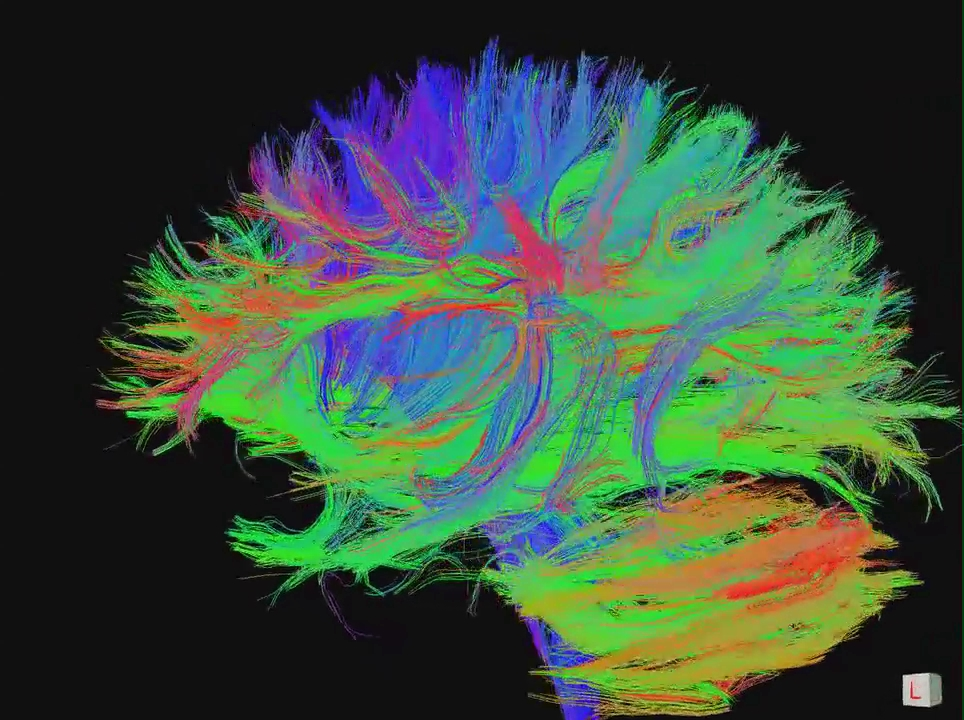
Tractografía del encéfalo. Abajo, a la derecha, el tronco encefálico y el cerebelo.

El uso de imágenes de tractografía permiten el mapeo cerebral no invasivo de las carreteras de fibras, y permiten construir mapas de conexión que cubren toda la superficie cortical.
El análisis computacional de la compleja red cerebral resultante, revela regiones de la corteza que están muy conectadas y muy centralizadas, formando un núcleo estructural denso en el cerebro humano.
Los principales componentes del núcleo posterior son partes de la corteza medial posterior y parietal, que se sabe que están muy activadas en el descanso, cuando el cerebro no esta involucrado en una tarea cognitivamente exigente. Los resultados sugirieron que este núcleo estructural del cerebro puede tener un papel central en la integración de información a través de regiones del cerebro separadas funcionalmente.
Las conexiones neuronales de la corteza son estimuladas por la información y se fortalecen y vinculan al contexto emocional en que se forman. Una vez codificadas una memoria reside en la región de la corteza en la que la información fue percibida y procesada. Cuando sea necesario, o suscitado por la emoción, esa memoria se activa para utilizarse como memoria de trabajo.

## Hallazgos recientes
En el 2009, se lanzó el Proyecto Conectoma Humano (en inglés, Human Connectome Proyect, HCP), un mapa completo de las conexiones neuronales en el cerebro. Lo que se pretende es construir un «mapeo de red» sobre la conectividad anatómica y funcional.
En el 2013, comenzó la llamada Iniciativa BRAIN que implica la investigación del cerebro a través de las neurotecnologías innovadoras de avanzada. También se conoce como proyecto de mapeo de la actividad cerebral, y es una iniciativa de investigación colaborativa.[cita requerida]
En el 2016, un equipo de neurocientíficos dentro del proyecto Conectoma desarrolló un software con el que han creado un mapa preciso de 180 áreas de la corteza cerebral, 97 de las cuales eran desconocidas. Con esta herramienta tratarán de explicar cómo evolucionó la corteza cerebral humana y averiguar qué áreas están implicadas en la salud y las patologías neurológicas.